# La Opinión de Murcia
La Opinión de Múrcia és un periòdic diari d'àmbit regional que es distribueix en castellà a la regió de Múrcia (Espanya) des de l'any 1988. Pertany al grup Editorial Prensa Ibérica. La difusió mitjana del periòdic el 2010 fou de 8.144 exemplars. La seu de la seva redacció està situada a la plaça Castilla.
La primera edició va aparèixer al maig de 1988 sota la direcció de Ramón Ferrando Correl amb la finalitat de ser alternativa al Diario La Verdad, ja que des del tancament en 1983 del diari Línea era l'únic de caràcter regional que existia. Entre 1992 i 2013 va estar dirigit per Paloma Reverte de Luis. Entre 2013 i 2016 José Ángel Cerón García fou el director i des de 2016 José Alberto Pardo Lidón dirigeix el diari. A més des de 2016 el periodista alacantí Juan Ramón Gil Berenguer és el director general de continguts.